# Млада Болеслав (окръг)
Окръг Млада Болеслав (на чешки: Okres Mladá Boleslav) се намира в Среднобохемски край, Чехия. Площта му е 1022,83 km2, а населението му – 126 286 души (2016). Административен център е едноименният град Млада Болеслав. В окръга има 120 населени места, от които 8 града и 5 града без право на самоуправление. Код по LAU 1 – CZ0207.

## География
Разположен е в североизточната част на края. Граничи на запад с окръг Мелник, на юг с Прага-изток, а на югозапад – с окръг Нимбурк на Средночешкия край. Също така на североизток, север и северозапад окръг Млада Болеслав граничи съответно с окръзите Ческа Липа, Либерец и Семили на Либерецкия край. На изток е окръг Ичин на Краловохрадецкия край.

## Градове и население
По данни за 2009 г.:
| Град              | Население |
| ----------------- | --------- |
| Млада Болеслав    | 45 580    |
| Мнихово Храдище   | 8618      |
| Бенатки над Изера | 7325      |
| Космоноси         | 5198      |
| Баков над Изера   | 5006      |
| Бела под Бездез   | 4830      |
| Добровице         | 3218      |
| Долни Боусов      | 2544      |

| Общо            | Жени             | Мъже             |
| --------------- | ---------------- | ---------------- |
| 125 414 (100 %) | 61 599 (49,12 %) | 63 815 (50,88 %) |

## Образование
По данни от 2003 г.:
| Вид училище                         | Брой училища |
| ----------------------------------- | ------------ |
| Детски градини                      | 46           |
| Начални училища                     | 42           |
| Гимназии                            | 3            |
| Средни училища и промишлени училища | 8            |
| Средни професионални училища        | 7            |
| Висши професионални училища         | 1            |
| Университети                        | 1            |

## Здравеопазване
По данни от 2010 г.:
| Лекари                                      | 408 |
| Болници                                     | 1   |
| Специализирани заведения за лечение и отдих | -   |
| Зъболекари                                  | 53  |
| Аптеки                                      | 22  |

## Транспорт
През окръга преминава част от магистрала D10, както и първокласните пътища (пътища от клас I) I/16 и I/38. Пътища от клас II в окръга са II/259, II/268, II/272, II/276, II/277, II/279, II/280, II/281, II/331 и II/610.